# Козловский, Мечислав Юльевич
Мечислав Ю́льевич Козло́вский (13 января 1876, Вильна — 3 марта 1927, Москва) — юрист, участник российского, польского и литовского революционного движения. Соратник Феликса Дзержинского. Один из авторов первых законов Советской власти. Председатель Малого Совнаркома (1918—1920). 

## Биография
Родился 1 (13) января 1876 года в Вильно. Происходил из польской семьи, разночинец, отец — учитель. Окончил юридический факультет Императорского Московского университета. Имел собственную адвокатскую практику в Вильне (ныне Вильнюс). В 1896—1899 годах был членом «Рабочего союза Литвы» и редактором его газеты — «Рабочее обозрение». В 1899 году вместе с Феликсом Дзержинским способствовал слиянию «Рабочего союза Литвы» с партией «Социал-демократия Королевства Польского» в единую партию «Социал-демократия королевства Польши и Литвы (СДКПиЛ)». Во время революции 1905 года был членом военно-революционной организации и стачечного комитета в городе Вильно (ныне Вильнюс). После подавления революции правительством эмигрировал. В 1907 году был делегатом V съезда РСДРП в Лондоне.  
Начиная с 1909 года, вёл революционную агитацию в союзе металлистов Санкт-Петербурга. Был с 12 декабря 1908 года присяжным поверенным; у него были помощниками: с 03.06.1909 — В. Я. Лурье, с 02.06.1910 — А. С. Гущенко, с 04.01.1914 — Н. Н. Иванченко. 
После Февральской революции 1917 года Козловский был избран депутатом Петроградского совета, членом его Исполкома и ЦИК 1-го созыва, а также председателем Выборгской районной думы. В апреле 1917 года был избран членом Петербургского комитета РСДРП(б). Участвовал в работе Особого совещания по выработке закона о выборах в Учредительное собрание как представитель РСДРП(б). Представлял интересы РСДРП(б) на судебном процессе 5 мая 1917 года о выселении ЦК и ПК РСДРП(б) из особняка балерины Кшесинской на Кронверкском проспекте.
В начале июля 1917 года Козловский, по представлению военной контрразведки российского Генштаба, был обвинён правительством Керенского вместе с Лениным, Зиновьевым и другими в «государственной измене и шпионаже», а также в «отмывании» денег германского Генштаба, переводимых из Берлина через Парвуса—Ганецкого и далее через «Дисконто — Гезельшафт» на Стокгольм «Виа-Банк», а отсюда на Сибирский банк в Петроград; 6 июля он был арестован у себя на квартире на Преображенской улице.
После Октябрьской революции 1917 года М. Ю. Козловский работал председателем Военно-революционной Следственной комиссии Петроградского военно-революционного комитета (предшественницы ВЧК), вёл дела о юнкерско-офицерском мятеже 29 октября и о монархической организации В. М. Пуришкевича.
Затем работал в наркомате юстиции (декабрь 1917 — ноябрь 1920) и в составе Малого СНК РСФСР, сначала член СНК (март 1918 — ноябрь 1920), затем — председатель.
В этот же период в январе — апреле 1919 года был наркомом юстиции и членом Президиума ЦИК Литовско-Белорусской советской республики (Литбел).
В 1922—1923 годах работал в качестве генерального консула в Вене и заместителя полпреда в Австрии. Вскоре он был переведён на дипработу в Рим, а затем в Берлин. В 1923 году был окончательно отозван с дипломатической службы и назначен главным юрисконсультом Народного комиссариата путей сообщения. 
В 1924 году был делегатом XIII съезда РКП(б).
Умер 4 марта 1927 года. Похоронен на Новодевичьем кладбище.

## Семья
- Жена ─ Софья Багратионовна Вахтангова, сестра режиссёра и актёра Евгения Вахтангова.